# Osmantepe
Osmantepe egy kora neolit kori település a Nahicseván Autonóm Köztársaság Shahbuz kerületében, Kuku falu közelében.

## Földrajzi helyzet
A település a Shahbuz régió Kuku falu közelében található, 2400 m tengerszint feletti magasságban. Az élőhely jelenleg egy mesterséges tó partján található, és egy részét elöntötte a víz. Mivel ezen a területen sok a forrás, a település környékét a szarvasmarha-állomány továbbra is lakóhelyként használja. Annak érdekében, hogy vizet gyűjtsön ezekből a forrásokból, Shangirey kerületi főnök 1865-ben gátat épített itt, és létrehozta a Ganligol-víztározót.

## Osmantepe ásatások a kora újkőkorban
Ezt a területet tanulmányozták 2019–2020-ban V.B Bakhshaliyev  vezetésével. A tanulmány nagyszámú obszidián eszközt és kisszámú kerámia mintát tárt fel. Kutatásaink során több mint 300 obszidián eszközt találtak a településen. Köztük 8 mag és 159 mikrolit. A mikrolitok mérete 1-2 centiméter. A többi eszköz viszonylag nagy obszidiánokból készült. Méretük 4-7 centiméter. A talált magok különböző alakúak. Vannak feldolgozatlan magok is. A leletek között van egy kőeszköz is. Két mag korong alakú, három piramis alakú és három prizmás. Meg kell jegyezni, hogy minden atommag kimerült a fragmentáció következtében.

### Obszidián eszközök és az obszidián használata
Amint megjegyeztük, a legtöbb régészeti anyag obszidián termékekből áll. Az első csoport szerszámait főleg pengék képviselik. A második csoportban azonban megnövekedett az eszközök köre, és megjelentek a különféle eszközök, köztük a sarlók. A kutatások azt mutatják, hogy egyes eszközök multifunkcionálisak. Hasonló eszközök ismertek a mezolitikus és a korai neolitikus emlékekből. Meg kell jegyezni, hogy a rövid szárú erek hasonlóságai nem ismertek a Dél-Kaukázus késő neolitikumának műemlékeiből. Az Osmantepe település tanulmányozása lehetővé teszi annak tisztázását is, hogy Nakhchivan ősi lakói hogyan jutottak el az obszidián lerakódásokhoz. Az obszidián műszerek mikroszkópos vizsgálata azt mutatja, hogy ez az élőhely nemcsak ideiglenes élőhely az obszidián szállításában, hanem azt is, hogy az embereket egy ideje használják itt.

## Konzultáció
Elmondható, hogy az Osmantepe település anyagai a mezolitikumból az újkőkorba való átmenet időszakát tükrözik. Tanulmányok azt mutatják, hogy a Goycha és a Zangazur obszidiánt elsősorban obszidián műszerek gyártására használják, ami megerősíti a kerámia neolitikus talaj fejlődését Dél-Kaukázusban, beleértve Azerbajdzsánt is. Tanulmányok azt mutatják, hogy Osmantepe lakói a termelés határán voltak. Az eszközök tanulmányozása alapján elmondható, hogy a település lakói főként vadászattal, gyűjtéssel és állattartással foglalkoztak. A mezőgazdaság létezéséről nincs pontos információ. Az eszközök tipológiai elemzése alapján elmondható, hogy régóta élnek itt emberek. A kerámia hiánya jelzi a kerámia újkőkor kezdetét. Az elemzés alapján elmondható, hogy a településen a mezolitikum és az újkőkor végén kezdődött az élet.